# Етельред II (король Нортумбрії)
Етельред (давн-англ. Æthelred II, ? — 848) — король Нортумбрії (841—844, 844—848), син Енреда.
Зі збережених документальних записів відносно мало відомо про його правління. Виявляється, він був вигнаний Редвульфом, чиє правління підтверджується карбуванням монет. Однак Редвульф був убитий у тому ж році, воюючи проти вікінгів, і Етельред відновив свою владу. Він був убитий за кілька років, але ніяких подробиць про його вбивство не відомо.
Точно датувати правління Етельреда є доволі складно. Згідно з письмовими джерелами, він був вигнаний у 844 і убитий у 849, але останні свідчення хронології Нортумбрії дев'ятого століття, засновані на нумізматичних доказах стверджують, що його правління почалось 854 року, вигнання було в 858, і вбивство — в 862 році.
Етельред продовжував карбувати невеликі латунні монети (англ. styca), які колись карбував його батько, що містять дуже мало срібла і багато цинку. Велика кількість його монет були знайдені в Йорку.
Письмові і нумізматичні докази, дають зрозуміти, що Етельреда змінив Осберт.